# Epicasta
Epicasta is een kevergeslacht uit de familie van de boktorren (Cerambycidae). De wetenschappelijke naam van het geslacht werd voor het eerst geldig gepubliceerd in 1864 door Thomson.

## Soorten
Epicasta omvat de volgende soorten:
- Epicasta ocellata Thomson, 1864
- Epicasta turbida (Pascoe, 1866)